# VV Brustem Centrum

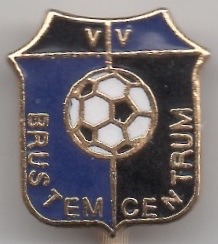
Oud speldje VV Brustem Centrum

VV Brustem Centrum was een Belgische voetbalclub uit Brustem. De club sloot in 1975 aan bij de KBVB met stamnummer 8250. 
In 2015 fuseerde de club met VK Zepperen en vormde zo KVV Zepperen-Brustem. 
Het stamnummer van VV Brustem Centrum bleef behouden.

## Geschiedenis
In maart 1975 sloot de club aan bij de KBVB en begon een half jaar later aan de competitie in Vierde Provinciale.
Tot 1988 zou de club op het laagste provinciale niveau aantreden. Een tweede plaats gaf aanleiding tot de eerste promotie naar Derde Provinciale. In het zevende seizoen op dit niveau werd de titel behaald en mocht VV Brustem Centrum naar Tweede Provinciale. Daar kon de club zich acht seizoenen handhaven in de middenmoot, tot men in 2003 toch degradeerde naar Derde Provinciale.
In 2005 werd Brustem Centrum opnieuw kampioen, maar het nieuwe verblijf in Tweede Provinciale was al na één seizoen over.
In 2008 promoveerde de club een derde keer naar het tweede provinciale niveau, ditmaal bleef men er vijf seizoenen spelen. Daaraan kwam een einde in 2013 met de titel in de reeks en een historische eerste promotie naar Eerste Provinciale.
Dat bleek te hoog gegrepen en een jaar later moest Brustem terug naar Tweede Provinciale. In het laatste seizoen voor de fusie met VK Zepperen werd een zesde plaats behaald.

## Resultaten
| Seizoen | Klasse | Klasse | Klasse | Klasse | Klasse | Klasse | Klasse | Klasse | Reeks                                     | Punten                                    | Opmerkingen |
| | I      | II     | III    | IV     | P.I    | P.II   | P.III  | P.IV   | Vanaf 1952/53 zijn er 4 nationale niveaus | Vanaf 1952/53 zijn er 4 nationale niveaus | Vanaf 1952/53 zijn er 4 nationale niveaus |
| --- | ------ | ------ | ------ | ------ | ------ | ------ | ------ | ------ | ----------------------------------------- | ----------------------------------------- | --- |
| 2004/05 |        |        |        |        |        |        | 1      |        | Derde provinciale Limburg C               | 60                                        | Kampioen |
| 2005/06 |        |        |        |        |        | 15     |        |        | Tweede Prov. Limb. C                      | 26                                        | |
| 2006/07 |        |        |        |        |        |        | 3      |        | Derde provinciale Limburg A               | 52                                        | |
| 2007/08 |        |        |        |        |        |        | 2      |        | Derde provinciale Limburg C               | 54                                        | |
| 2008/09 |        |        |        |        |        | 12     |        |        | Tweede Prov. Limb. B                      | 36                                        | |
| 2009/10 |        |        |        |        |        | 10     |        |        | Tweede Prov. Limb. B                      | 36                                        | |
| 2010/11 |        |        |        |        |        | 6      |        |        | Tweede Prov. Limb. A                      | 49                                        | |
| 2011/12 |        |        |        |        |        | 5      |        |        | Tweede Prov. Limb. B                      | 54                                        | Gewonnen in eindronde tegen Sporting Nevok Gruitrode (7-3 in tot.), vervolgens verloren tegen Standard Elen (1-2 in tot.). In de troostfinale werd gewonnen van Herk Sport Hasselt (2-1). |
| 2012/13 |        |        |        |        |        | 1      |        |        | Tweede Prov. Limb. B                      | 73                                        | Kampioen |
| 2013/14 |        |        |        |        | 14     |        |        |        | Eerste Prov. Limb.                        | 31                                        | |
| 2014/15 |        |        |        |        |        | 6      |        |        | Tweede Prov. Limb. B                      | 46                                        | |
| Fusie met VK Zepperen om zo KVV Zepperen-Brustem te vormen. Het stamnummer van VK Zepperen werd geschrapt. |        |        |        |        |        |        |        |        |                                           |                                           | |